# Forêt de bois de couleur des Bas

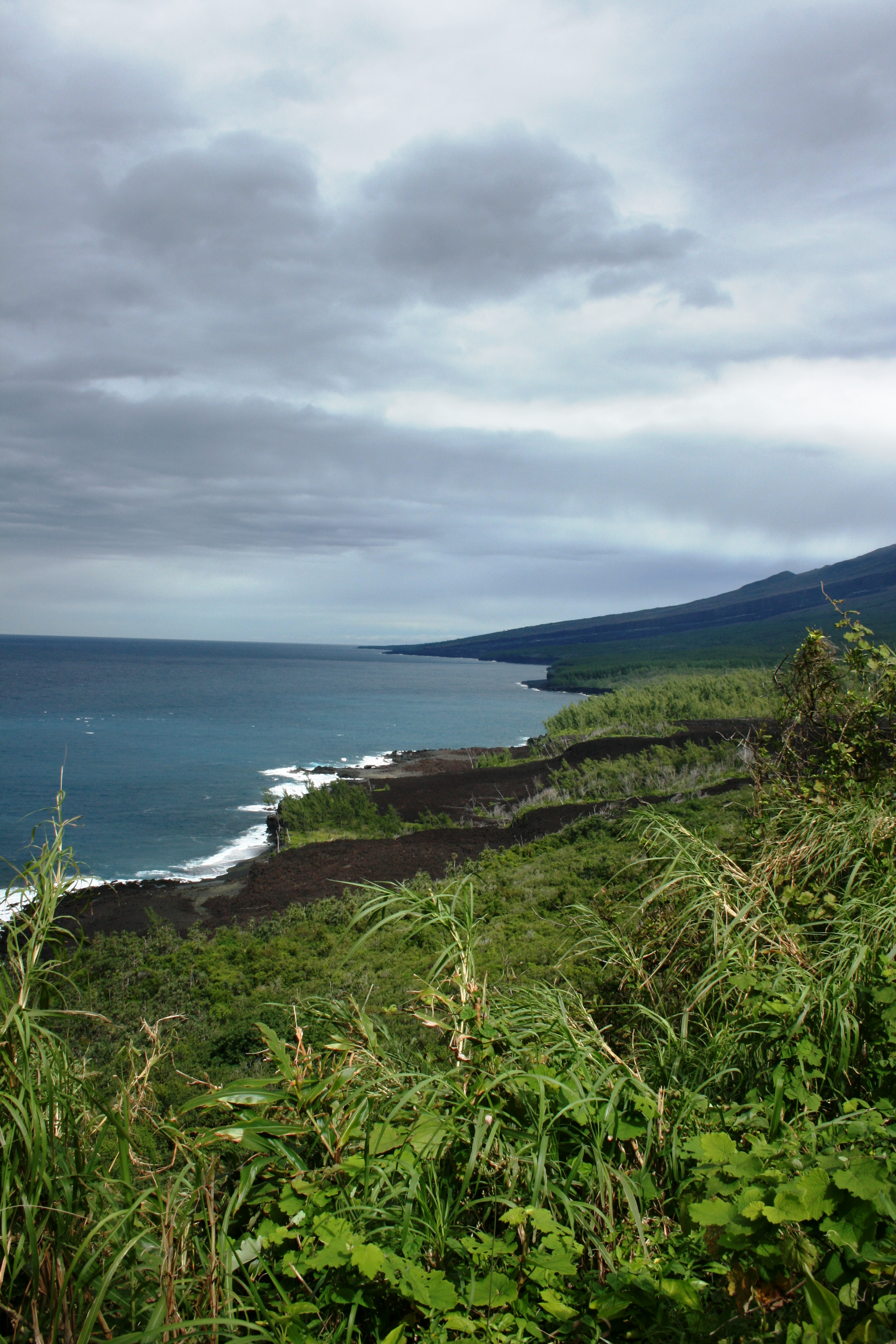
La forêt du Grand Brûlé, une forêt de bois de couleur des Bas, vue depuis le rempart de Bois Blanc.

La forêt de bois de couleur des Bas ou coloraie des Bas, est une formation végétale de basse et moyenne altitude propre à l'île de La Réunion, département d'outre-mer français dans le sud-ouest de l'océan Indien. Elle s’étale de la mer à 800 mètres d’altitude le long de la côte au vent. Bien préservée dans le Sud sauvage de l’île et dans l’est à moyenne altitude, elle porte aussi le nom de forêt tropicale humide de basse altitude ou de forêt mégatherme hygrophile.

## Distribution
Il s'agit d'un type de forêt qui occupait autrefois une grande partie de la zone littorale insulaire avant que celle-ci ne subisse une déforestation, voire une urbanisation du fait de la colonisation humaine. Ainsi, parmi les forêts réunionnaises actuelles, seule celle du Grand Brûlé, au pied du Piton de la Fournaise, le volcan actif de l'île, peut être qualifiée de forêt de bois de couleur des Bas, quelques lambeaux existant par ailleurs à Sainte-Rose ou Saint-Joseph et dans l'est à moyenne hauteur. Ainsi, elle se rencontre surtout dans les Bas, ici perçus par opposition aux Hauts, qui forment l'intérieur montagneux.

## Composition
La forêt de bois de couleur des Bas présente, d'après l'Office national des forêts, « la richesse floristique la plus importante à La Réunion ». On y relève en effet plus de quarante espèces d'arbres, parmi lesquels le petit natte (Labourdonnaisia calophylloides) et le grand natte (Mimusops balata), mais aussi le bois de perroquet (Cordemoya integrifolia), le bois de rempart (Agarista salicifolia), le bois de fer bâtard (Sideroxylon borbonicum), le bois de senteur blanc (Ruizia cordata) ou le bois de pomme rouge (Syzygium cymosum). La canopée, dense, atteint une vingtaine de mètres de haut, ce qui permet une circulation aisée dans son sous-bois dégagé où se rencontrent fougères, mousses et orchidées dont la calanthe sylvatica, espèce indigène.

## Forêts de ce type
- Forêt du Grand Brûlé
- Forêt de Mare Longue
- Forêt de Bois Blanc